# Hans-Werner Bierhoff

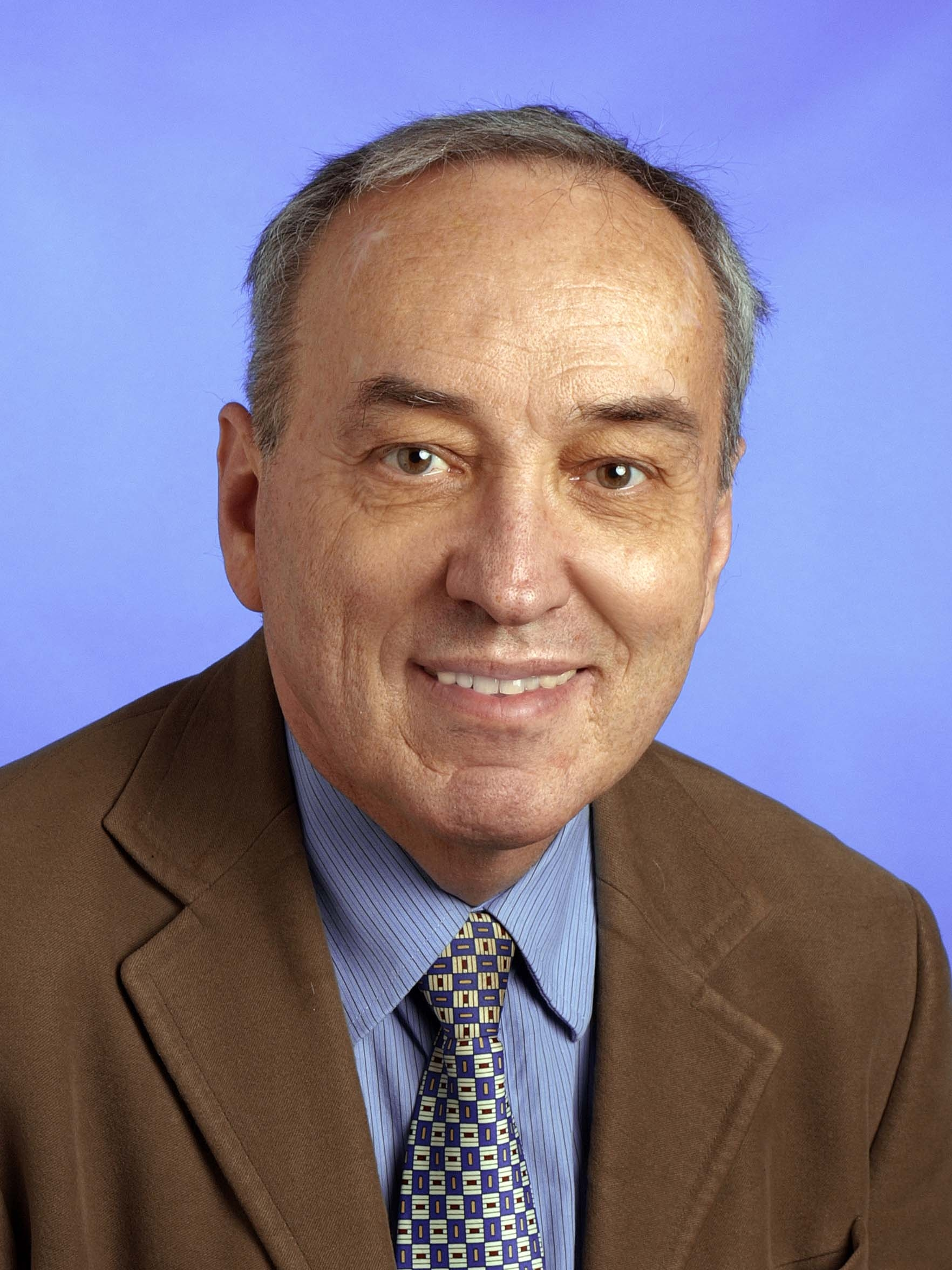
Hans-Werner Bierhoff

Hans-Werner Bierhoff (* 3. Juni 1948 in Sundern, Sauerland) ist ein deutscher Psychologe und emeritierter Hochschullehrer.

## Leben
Bierhoff studierte von 1967 bis 1971 Psychologie und schloss den Studiengang mit dem Diplom ab. Von 1973 bis 1980 war er Wissenschaftlicher Assistent am Psychologischen Institut der Universität Bonn. Anschließend war er von 1980 bis 1992 Professor für Sozialpsychologie an der Universität Marburg. Von 1992 bis 2013 war er Inhaber des Lehrstuhls für Sozialpsychologie an der Ruhr-Universität Bochum.
Bierhoffs Forschungsschwerpunkte liegen in den Bereichen Narzissmus, Eigenverantwortung, freiwilliges Arbeitsengagement und Freiwilligenarbeit sowie prosoziales Verhalten, soziale Verantwortung und Gerechtigkeit in Gruppen.

## Gremien
- 2002 bis 2004 Vizepräsident der deutschen Gesellschaft für Psychologie (DGPs)
- 2005 bis 2013 Vorsitzender des Wissenschaftlichen Beirats des Leibniz-Zentrums (ZPID)

## Ehrungen und Auszeichnungen
- 2008 Festschrift Sozialpsychologische Beiträge zur Positiven Psychologie.[1]

## Ausgewählte Schriften
- mit D. Frey (2011): Sozialpsychologie – Individuum und soziale Welt. Bachelorstudium Psychologie. Göttingen: Hogrefe.
- mit D. Frey (2011): Sozialpsychologie – Interaktion und Gruppe. Bachelorstudium Psychologie. Göttingen: Hogrefe.
- (2010): Psychologie Prosozialen Verhaltens. Warum wir anderen helfen (2., vollständig überarbeitete Auflage). Stuttgart: Kohlhammer.
- mit J.M. Herner (2009): Narzissmus – die Wiederkehr. Bern: Huber.
- (2006): Sozialpsychologie. Ein Lehrbuch (6. Auflage). Stuttgart: Kohlhammer.
- mit D. Frey (2006): Handbuch der Sozialpsychologie und Kommunikationspsychologie (Handbook of social psychology and communication psychology). Göttingen: Hogrefe.
- mit E. Rohmann (2005): Was die Liebe stark macht. Die neue Psychologie der Paarbeziehung. Reinbek: Rowohlt.
- mit Ann E. Auhagen (2003, Hrsg.): Angewandte Sozialpsychologie. Das Praxishandbuch. Weinheim: Beltz.
- mit I. Grau (2003): Sozialpsychologie der Partnerschaft. (Social psychology of close relationships). Berlin: Springer.
- (2002): Prosocial behaviour. Hove: Psychology Press.
- mit M.J. Herner (2002): Begriffswörterbuch Sozialpsychologie (Dictionary of social psychology). Stuttgart: Kohlhammer.
- (2002): Einführung in die Sozialpsychologie (Introduction to social psychology). Weinheim: Beltz.
- mit I. Grau (1999): Romantische Beziehungen: Bindung, Liebe, Partnerschaft. (Romantic relations: Attachment, love, partnership). Bern: Huber.